# Células HUAEC
As células HUAEC (do inglês Human umbilical artery endothelial cells ou células endoteliais de artéria umbilical humana) são células derivadas do endotélio das artérias do cordão umbilical. Estas células cultivam-se e são utilizadas como sistema modelo de laboratório para o estudo da função e patologia de células endoteliais (por exemplo, na aterosclerose). As HUAECs têm uma morfologia “pavimentosa”.